# Lampropeltis ruthveni
Lampropeltis ruthveni, conocida comúnmente como falsa coralillo de Ruthven, culebra real de Ruthven o falso coral real de Ruthven es una especie de serpiente rey de la familia Colubridae endémica de México perteneciente al complejo de especies de Lampropeltis mexicana. La especie fue descrita por Frank N. Blanchard en 1920 y recibió su nombre del herpetólogo estadounidense Alexander Grant Ruthven.

## Descripción y reproducción
A diferencia de muchas de las otras serpientes rey mexicanas, L. ruthveni tiene una coloración bastante consistente, que consiste en rayas blanquecinas sobre rojo, bordeadas de negro. El rojo siempre es muy vivo y las bandas negras son relativamente gruesas en comparación con las de las otras serpientes rey mexicanas. A diferencia de L. polyzona, las escamas blanquecinas y rojas de L. ruthveni carecen de puntas negras y el número de placas ventrales suele ser menor. Sus anillos rojos son más estrechos en comparación a L. triangulum. El cuerpo puede medir hasta 127 cm de largo y tiene un recuento de escamas ventrales de entre 182 y 195. La cabeza se distingue del cuello y los ojos se distinguen de la cabeza; los ojos tienen una coloración que puede ir de marrón a dorada.
L. ruthveni es ovípara, por lo general pone de 6 a 10 huevos por nidada.

## Distribución, hábitat y estado de conservación
L. ruthveni se encuentra en los estados mexicanos de Guanajuato, Hidalgo, Jalisco, Michoacán y Querétaro. Suele encontrarse en bosques de pino-encino y pastizales de mezquite-huizache, tanto en ambientes semihúmedos como áridos. También se sabe que la especie abunda en áreas rocosas adyacentes a los campos de cultivo. Su elevación varía de 1925 m a 2667 m.
Es una especie común pero su abundancia está disminuyendo. Se recolecta para el comercio internacional de mascotas (a veces de manera ilegal), y también la pérdida de hábitat (deforestación) es una amenaza. Se cree que su preferencia por las laderas rocosas empinadas protege a algunas poblaciones de la agricultura invasora, pero su rango de distribución se encuentra muy fragmentado.